# Jasky
Jasky (ukrainisch Яськи; russisch Яськи Jaski) ist ein Dorf in der Oblast Odessa im Südwesten der Ukraine mit etwa 4100 Einwohnern (2004).

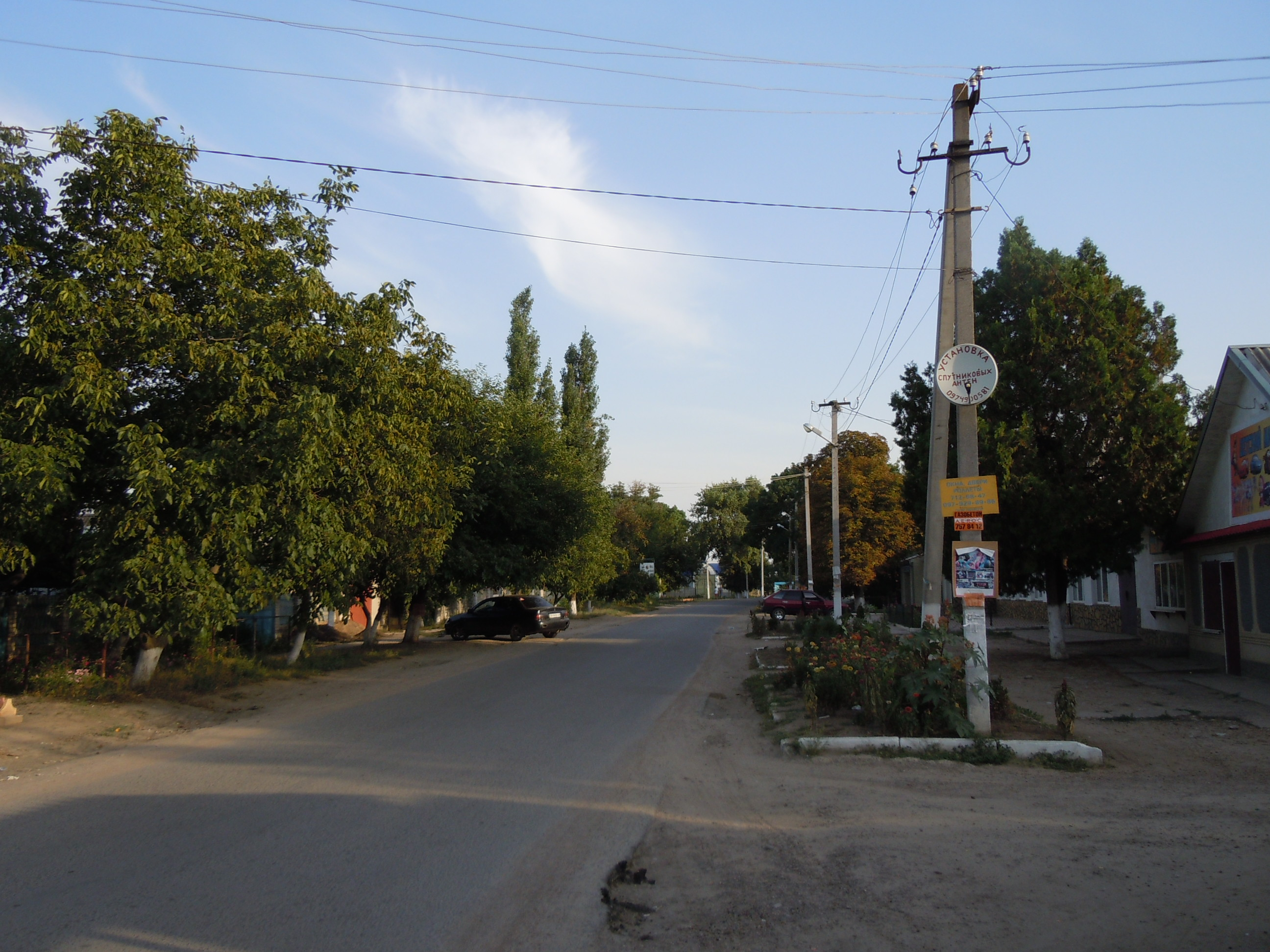
Straße im Dorf

Das 1780 gegründete Dorf liegt nahe der ukrainisch-moldawischen Grenze am Ufer des Turuntschuk (Турунчук), einem 60 km langen, linken Nebenfluss des Dnestr sowie an der Territorialstraße T–16–25.
Das ehemalige Rajonzentrum Biljajiwka liegt etwa 12 Kilometer südöstlich und das Stadtzentrum von Odessa befindet sich etwa 60 Kilometer östlich.

## Verwaltungsgliederung
Am 27. Oktober 2016 wurde das Dorf zum Zentrum der neugegründeten Landgemeinde Jasky (Яськівська сільська громада/Jaskiwska silska hromada). Zu dieser zählte auch noch 1 in der untenstehenden Tabelle aufgelistetenes Dorf, bis dahin bildete es die gleichnamige Landratsgemeinde Jasky (Яськівська сільська рада/Jaskiwska silska rada) im Westen des Rajons Biljajiwka.
Seit dem 17. Juli 2020 ist es ein Teil des Rajons Odessa.
Folgende Orte sind neben dem Hauptort Jasky Teil der Gemeinde:
| Name                     | Name       | Name                  |
| ukrainisch transkribiert | ukrainisch | russisch              |
| ------------------------ | ---------- | --------------------- |
| Trojizke                 | Троїцьке   | Троицкое (Trojizkoje) |